# Uniwersytet Wiktorii w Wellingtonie

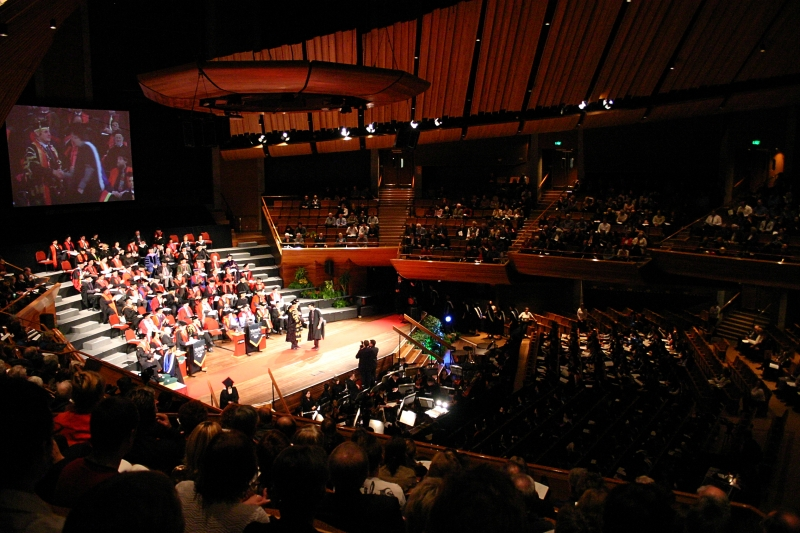
Uroczystość ukończenia studiów w maju 2005

Uniwersytet Wiktorii w Wellingtonie (ang. Victoria University of Wellington, maor. Te Whare Wānanga o te Ūpoko o te Ika a Māui) – największy uniwersytet w Wellingtonie, stolicy Nowej Zelandii. Powstał w 1897, na mocy zarządzenia parlamentu wydanego na cześć 60. rocznicy koronacji królowej Wiktorii na tronie brytyjskim, i miał zastąpić Uniwersytet Nowej Zelandii. 
Na uczelni kształci się 21 889 studentów, w tym 2966 spoza Nowej Zelandii. Szkoła zatrudnia 1985 osób. Uniwersytet słynie z wysokiego poziomu nauczania prawa i architektury (obok Uniwersytetu w Auckland i Instytutu Technicznego Unitec jest jedyną szkołą przeprowadzającą egzaminy z architektury).
Według badań przeprowadzonych w 2003 przez rząd krajowy uczelnia plasuje się na trzecim miejscu pod względem jakości nauczania w Nowej Zelandii.